# Wilk (powieść Marka Hłaski)
Wilk – zaginiona powieść Marka Hłaski, odnaleziona i opublikowana po raz pierwszy w 2015.
Prace nad Wilkiem rozpoczął Hłasko po napisaniu Sonaty marymonckiej w 1953 roku. Po trzech latach przerwał jednak pisanie z nieznanych powodów, rezygnując tym samym z publikacji utworu. Powieść została wydana dopiero w 2015 roku przez Wydawnictwo Iskry. Podstawą wydania były trzy maszynopisy powieści. Odnalazł je Radosław Młynarczyk we wrocławskim Ossolineum pracując nad swoją pracą dyplomową z polonistyki na Uniwersytecie Gdańskim.

## Treść
Głównym bohaterem jest Rysiek Lewandowski z Marymontu, młody chuligan dorastający w dwudziestoleciu międzywojennym. Pochodzi z ubogiej rodziny, obraca się w trudnym środowisku ludzi walczących z bezrobociem i biedą. Nieustannie szuka dla siebie wzorca do naśladowania, śni o lepszym życiu, niezdarnie próbując dowiedzieć się jak to „lepsze życie” miałoby wyglądać. Kolejno doświadcza bójek, upokorzeń, braku zrozumienia i wsparcia. Cały czas dręczą go moralne wyrzuty. Wilk jest więc zapowiedzią wątków i poszukiwań pojawiających się też w późniejszej prozie Marka Hłaski.